# 坎普半島
坎普半島是南極洲的半島，位於帕爾默地東岸，長48公里、寬9至22公里，最高點海拔高度305米，該半島在1940年12月由美國探險隊發現，以英國海洋生物家和氣象學家命名。
73°8′S 60°15′W / 73.133°S 60.250°W